# Caucas Menor
El Caucas Menor és la segona de les dues principals cadenes muntanyoses de les muntanyes del Caucas, d'uns 600 km (370 mi) metres de longitud. La part occidental del Caucas Menor se superposa i convergeix amb l'est de Turquia i el nord-oest de l'Iran.
Corre paral·lel al Gran Caucas, a una distància mitjana d'uns 100 km (62 mi) al sud de la serralada de Likhi (Geòrgia) i limita amb l'est de Turquia pel nord i el nord-est.
Està connectada amb el Gran Caucas per la serralada de Likhi (Geòrgia) i separada d'aquest per les terres baixes de Kolkhida (Geòrgia) a l'oest i les terres baixes de Kura-Aras (Azerbaidjan) (pel riu Kura) a l'est.
El cim més alt és l'Aragats, 4,090 m (13,420 ft) .
Les fronteres entre Geòrgia, Turquia, Armènia, Azerbaidjan i l'Iran travessen la serralada, encara que la seva cresta no sol definir la frontera.
Històricament la serralada s'anomenava Anticaucasus o Anti-Caucasus (grec: Αντι-Καύκασος, rus: Антикавка́з, Анти-Кавка́з). Aquest ús es troba habitualment en fonts més antigues. L'ús actual tendeix a utilitzar el nom de Caucas menor, però l'Anticaucas encara es pot trobar en els textos moderns.